# Воронова Октябрина Володимирівна
Октябрина Володимирівна Воронова (уроджена Матрьохіна; 5 жовтня 1934, Чальмни-Варре — 16 июня 1990, Ревда) — перша радянська саамська поетеса, яка писала на терській саамській і російській мовами. Автор першої в Росії книги поезії терською саамською мовою «Я̄лла» («Життя», 1991). Жила в селищі Ревда Мурманської області.

## Життєпис
Октябрина Воронова народилася 7 листопада 1934 року в селі Чальмни-Варре Мурманської області. Її мати належала до роду відомих саамських мисливців Матрьохіних, батько за національністю був росіянином, походив з родини православних ловозерських священників.
У 1958 році закінчила Ленінградський державний педагогічний інститут імені Герцена. Ще бувши студенткою педагогічного інституту вона виїжджала в лінгвістичні експедиції на Кольський півострів разом з Георгієм Кертом та іншими студентами.
Тривалий час працювала вчителем у школі (до 1985 року), паралельно навчалася до заочної аспірантури в НДІ національних шкіл, яку закінчила у 1980 році. Потім працювала бібліотекарем у селищі Ревда Мурманської області (1985—1990). Воронова — одна з авторів букваря і підручників саамською мовою.
Октябрина Воронова померла 16 червня 1990 року на 56-му році життя. Похована в селі Ловозеро.
Октябрина Воронова — сестра саамської поетеси Іраїди Виноградової і мовознавиці Тамари Матрьохіної.

## Пам'ять
У 1995 році був створений Музей саамської літератури та писемності імені Воронової. У 2006 році заснована премія імені Воронової.

## Твори
Прижиттєві видання:
- «Снежница» (російською мовою в перекладі В. А. Смирнова). — Мурманськ, 1986.
- «Вольная птица» (російською мовою в перекладі В. А. Смирнова). — М., 1987.
- «Чахкли» (російською мовою в перекладі В. А. Смирнова). — Мурманськ, 1988.
- «Я̄лла» (на терською саамською мовою у супроводі російських перекладів). — Мурманськ, 1991[6].

Посмертні видання:
- «Поле жизни» — Мурманськ, 1995.
- «Тайна Бабьего суда» — СПб., 1995.
- «Хочу остаться на земле» — Мурманськ, 1995.

Наукова стаття та підручник:
- «Образцы диалектных текстов (саамский язык)» (вместе с К. Г. Матрёхиной и Т. В. Матрёхиной) // Прибалтийско-финское языкознание. Выпуск 5. Вопросы взаимодействия прибалтийско-Финских языков с иностемными языками. К 80-летию со дня рождения Д. В. Бубриха. — Ленинград, 1971. Стр. 158—166.
- «Саамский язык: учебник и книга для чтения для 2-го класса» (вместе с А. А. Антоновой и Е. Н. Коркиной). — Ленинград, 1990.